# Abington (Massachusetts)
Abington in Plymouth County im US-Bundesstaat Massachusetts ist eine Stadt mit 17.062 Einwohnern (Stand: Volkszählung 2020).

## Geographie
Abington liegt 31 Kilometer südöstlich von Boston und sechs Kilometer östlich von Brockton. Westlich der Stadt befindet sich der Ames Nowell State Park.

## Geschichte
Das Stadtgebiet wurde 1649 Massasoit, dem Häuptling der Wampanoag abgekauft. Bei den Indianern war es unter dem Namen Manamooskeagin bekannt, was so viel wie „großer grüner Platz des zitternden Grases“ bedeutet. 1668 kamen die ersten europäischen Siedler, 1712 erfolgte die Gründung mit dem Namen Abington nach der gleichnamigen Stadt in England. 1769 wurde eine Eisengießerei gebaut. Um 1815 erfand Jesse Reed eine Maschine zur Herstellung von Schuhnägeln, was der Schuhindustrie zum Auftrieb verhalf. Während des Amerikanischen Bürgerkrieges wurde die Hälfte aller von der Unionsarmee getragenen Stiefel in Abington hergestellt. Von 1846 bis 1865 war Abington ein Zentrum der Anti-Sklaverei-Bewegung.
1894 bis 1895 baute Henry H. Buffum in Abington den Buffum Four Cylinder Stanhope, das erste Vierzylinder-Automobil der Welt. 1901 gründete er die H.H. Buffum Company, die bis 1907 Automobile produzierte.

## Töchter und Söhne der Stadt
- Aaron Hobart (1787–1858), Politiker
- Eugene F. Loud (1847–1908), Politiker
- William S. McNary (1863–1930), Politiker
- Jared Christopher Monti (1975–2006), Soldat
- Larry Murphy (* 1972), Schauspieler und Synchronsprecher
- Robert Lincoln O’Brien (1865–1955), Journalist
- Pete Smith (* 1966), Baseballspieler